# Soyuz TMA-17M
Soyuz TMA-17M foi uma missão tripulada Soyuz, o 126º voo de uma nave do programa Soyuz desde sua introdução em 1967, lançada em 22 de julho de 2015 em direção à Estação Espacial Internacional. A nave transportou três membros da Expedições 44 e 45, que se integraram aos três já ocupantes da ISS e permaneceu acoplada à estação como nave de escape de emergência até 11 de dezembro do mesmo ano, data de seu retorno.

## Tripulação
| Posição             | Cosmo/Astronauta |
| ------------------- | ---------------- |
| Comandante          | Oleg Kononenko   |
| Engenheiro de voo 1 | Kimiya Yui       |
| Engenheiro de voo 2 | Kjell Lindgren   |

## Parâmetros da Missão
- Massa: 7.200 kg
- Perigeu: 398 km
- Apogeu: 406 km
- Inclinação: 51,65°
- Período orbital: 92,60 minutos

## Insígnia
A insígnia da missão TMA-17M foi desenhada pelo comandante Oleg Kononenko junto com os artistas gráficos Luc van den Abeelen e Blake Dumesnil e é inspirada no design da insígnia da Apollo 17, última missão da NASA à Lua. Ela traz a imagem de Sergei Korolev, o legendário "pai" do programa espacial soviético e russo, morto em 1966. Na imagem, Korolev olha para a Soyuz em sua viagem celestial deixando uma trilha de três linhas vermelhas, simbolizando os três tripulantes da nave mas também as três espaçonaves que Korolev ajudou construiu, a Vostok, a Voskhod e a Soyuz.
Por trás da Terra, nasce um sol vermelho. Além da menção à Rússia e aos Estados Unidos no desenho, países de dois dos tripulantes, este sol traz o elemento japonês, em homenagem ao seu astronauta. A constelação de Escorpião encima a insígnia, com a estrela Antares em maior brilho, pois ela é o sinal de chamada desta missão espacial. Na borda cinza estão incrustados em branco os nomes dos três tripulantes e o da missão.

## Lançamento e acoplagem
A nave foi lançada do Cosmódromo de Baikonur, no Casaquistão, no topo de um foguete Soyuz-FG, às 21:02 UTC de 22 de julho de 2015 (03:02 de 23 de julho hora local) entrando em órbita baixa nove minutos depois e iniciando a viagem de cerca de seis horas até a estação espacial. Um dos painéis solares da nave falhou em abrir durante a subida, funcionando normalmente apenas mais tarde. A acoplagem, no módulo Rassvet, foi realizada com sucesso às 02:45 UTC de 23 de julho, com a ISS posicionada a 400 km de altura sobre o Oceano Pacífico. 
As escotilhas entre a espaçonave  e a estação foram abertas às 04:56 UTC, com os três tripulantes recebendo as boas-vindas dos ocupantes da ISS e companheiros de Expedição, seguindo-se a comunicação em vídeo e ao vivo com os familiares na Terra. A nave ficou acoplada por cinco meses à ISS servindo como veículo de escape em caso de emergência.

## Retorno
Após o cumprimento da missão de longa duração, a nave desacoplou-se do módulo Rassvet da ISS às 09:49 UTC de 11 de dezembro, iniciando um voo livre de duas horas e meia, descendo de órbita queimando os motores a intervalos programados – o primeiro deles a 12 km da estação – para uma rara aterrissagem noturna feita com perfeição às 13:12 UTC (19:12 hora local), duas horas após o por do sol na área de pouso nas estepes do Casaquistão, 121 km a nordeste da cidade de Dzhezkazgan, em condições de extremo frio e neve, onde foram recebidos por cerca de 300 integrantes de equipes técnicas de apoio da RKK Energia, da Roskosmos, da JAXA e da NASA, apoiados por doze helicópteros Mil Mi-8, dois aviões de localização que circularam a área atuando como centros de comando e dezenas de veículos all-terrain.

## Galeria

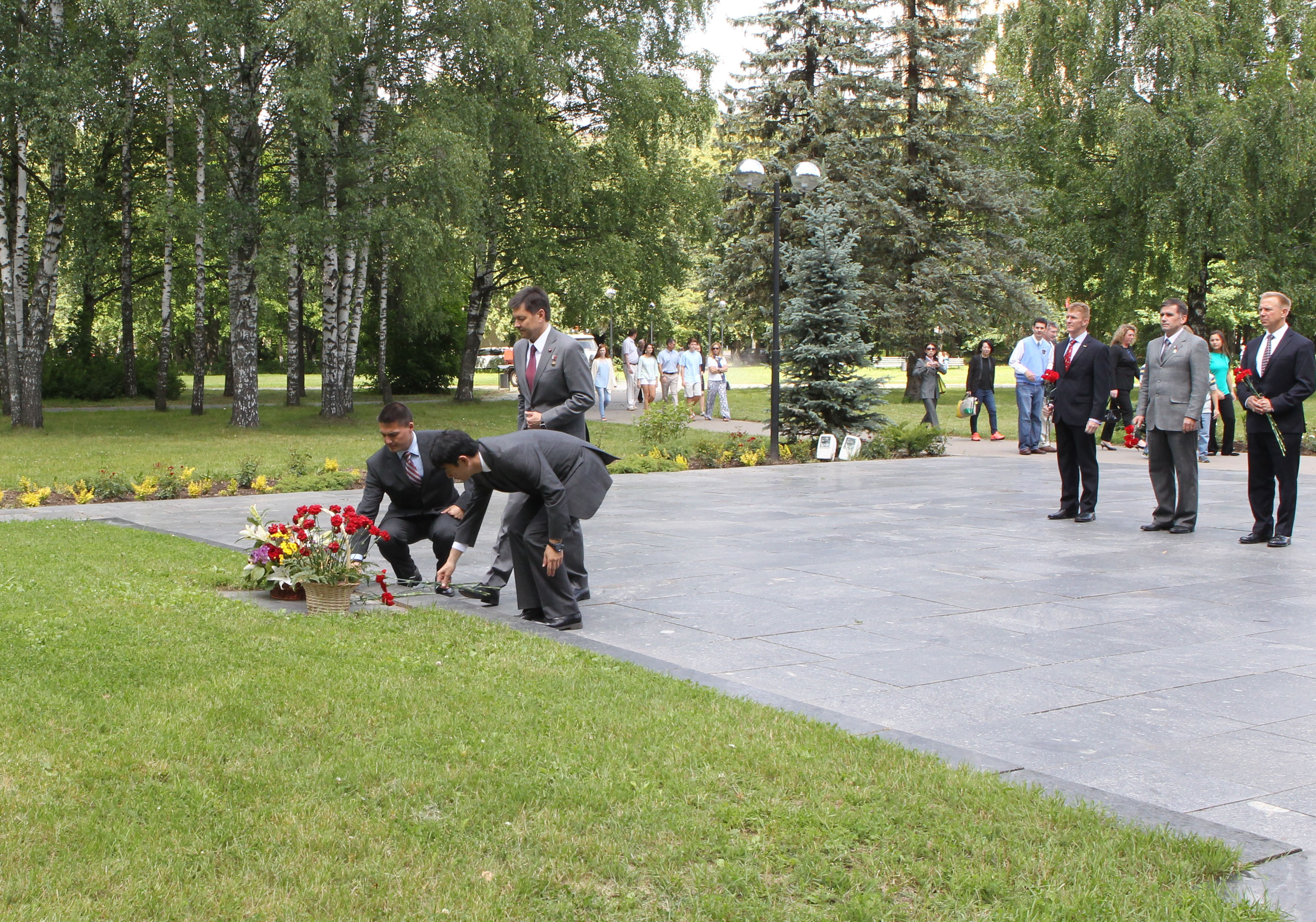
A tripulação deposita flores aos pés da estátua de Yuri Gagarin na Cidade das Estrelas antes do lançamento.
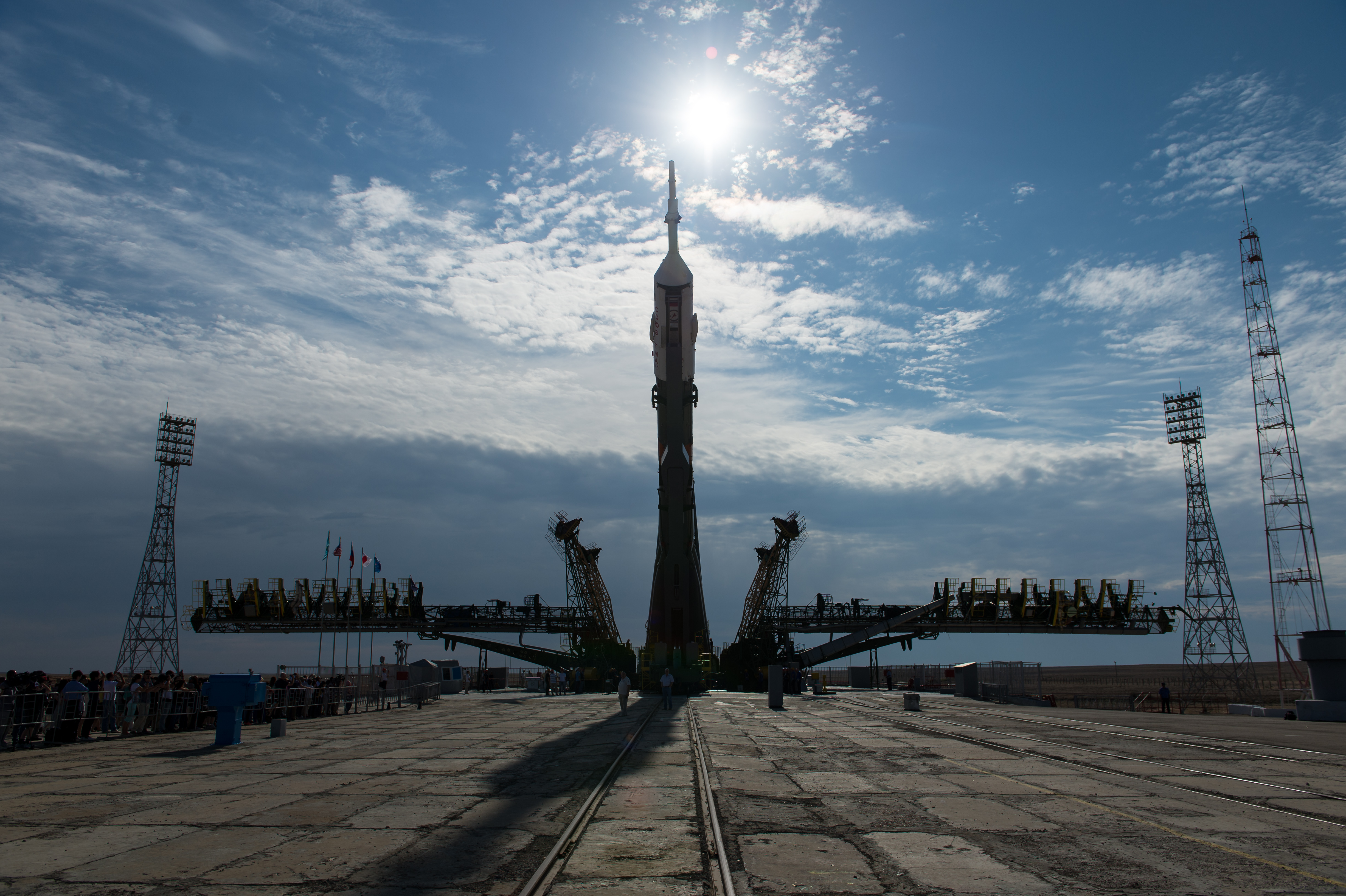
A Soyuz sendo içada para a posição de lançamento em Baikonur.
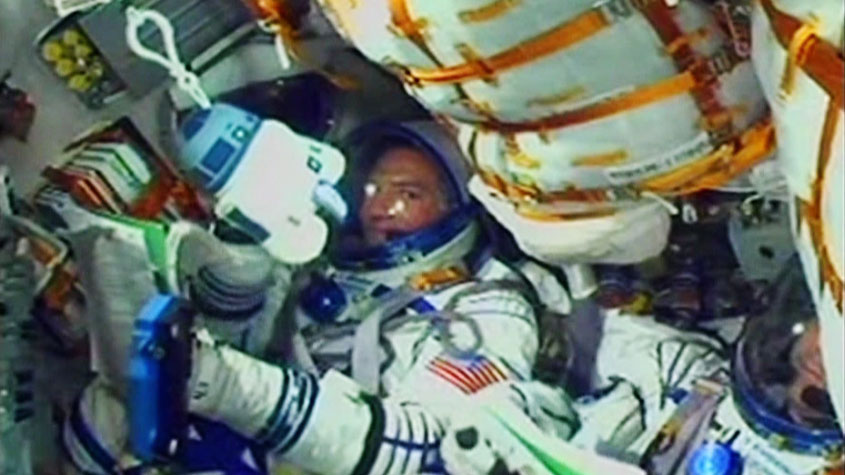
A tripulação na cabine da espaçonave durante o lançamento.
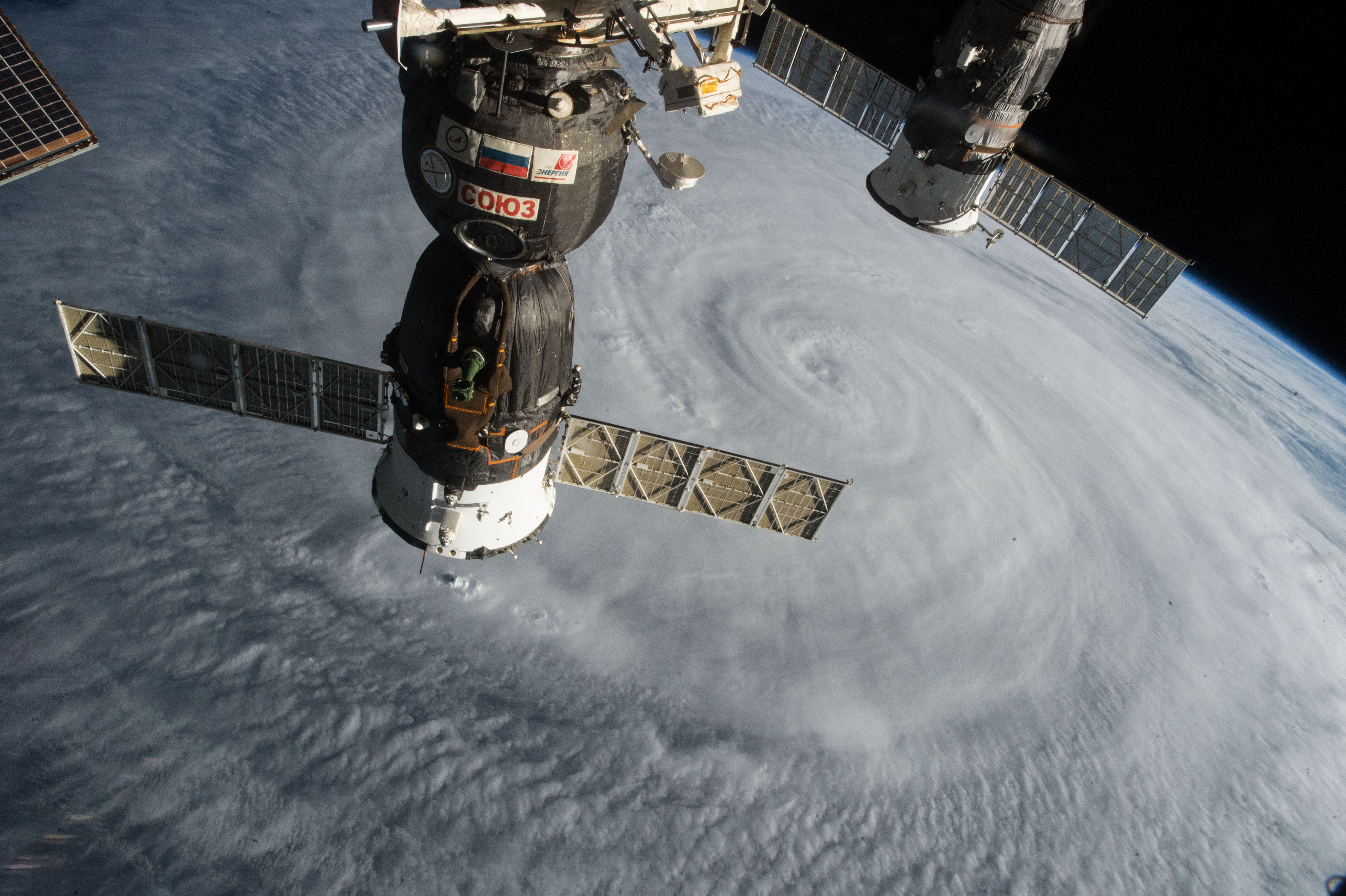
A TMA-17M acoplada à ISS passando sobre o ciclone Soudelor no Oceano Pacífico.
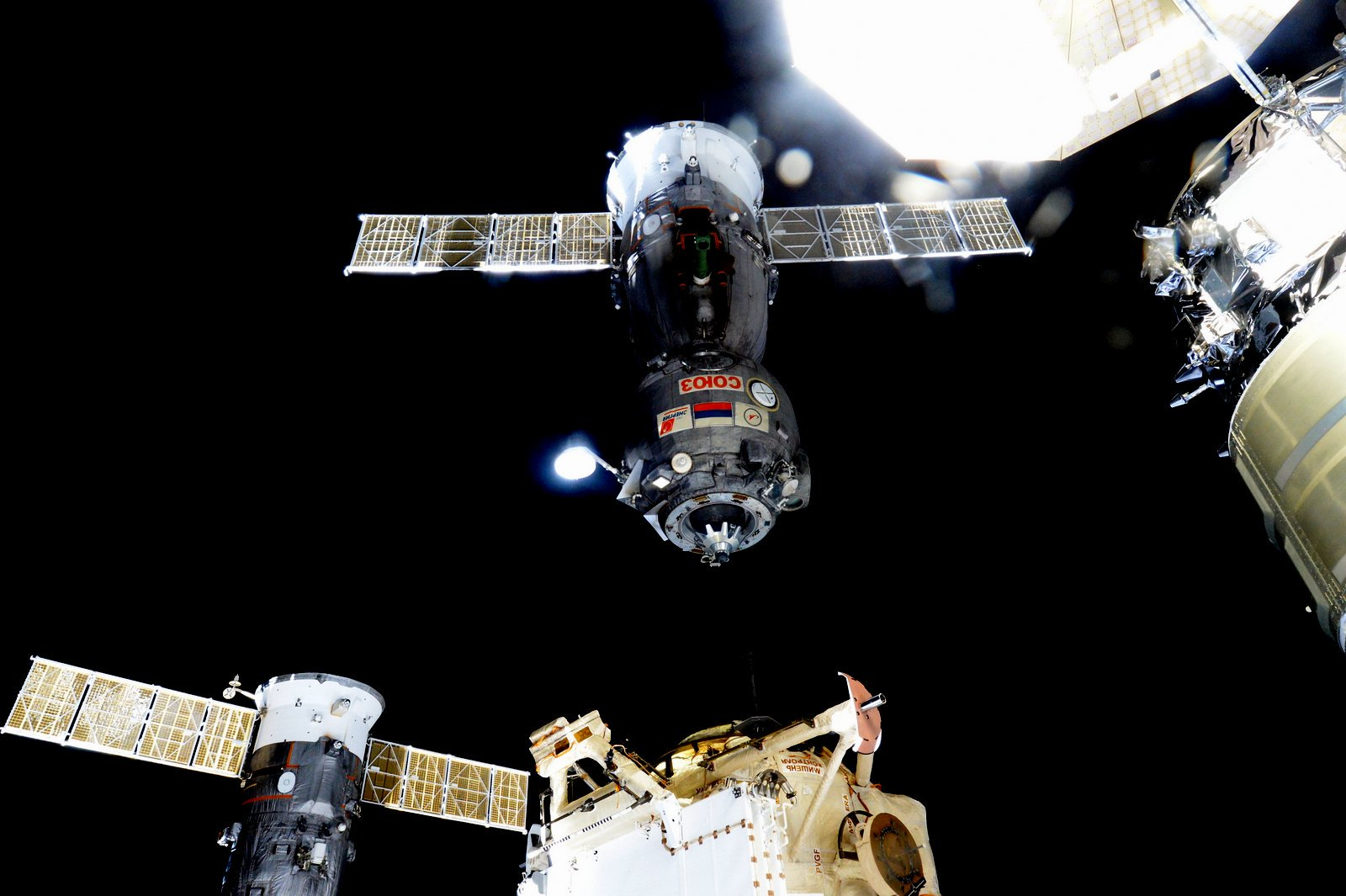
A nave desacopla da estação.
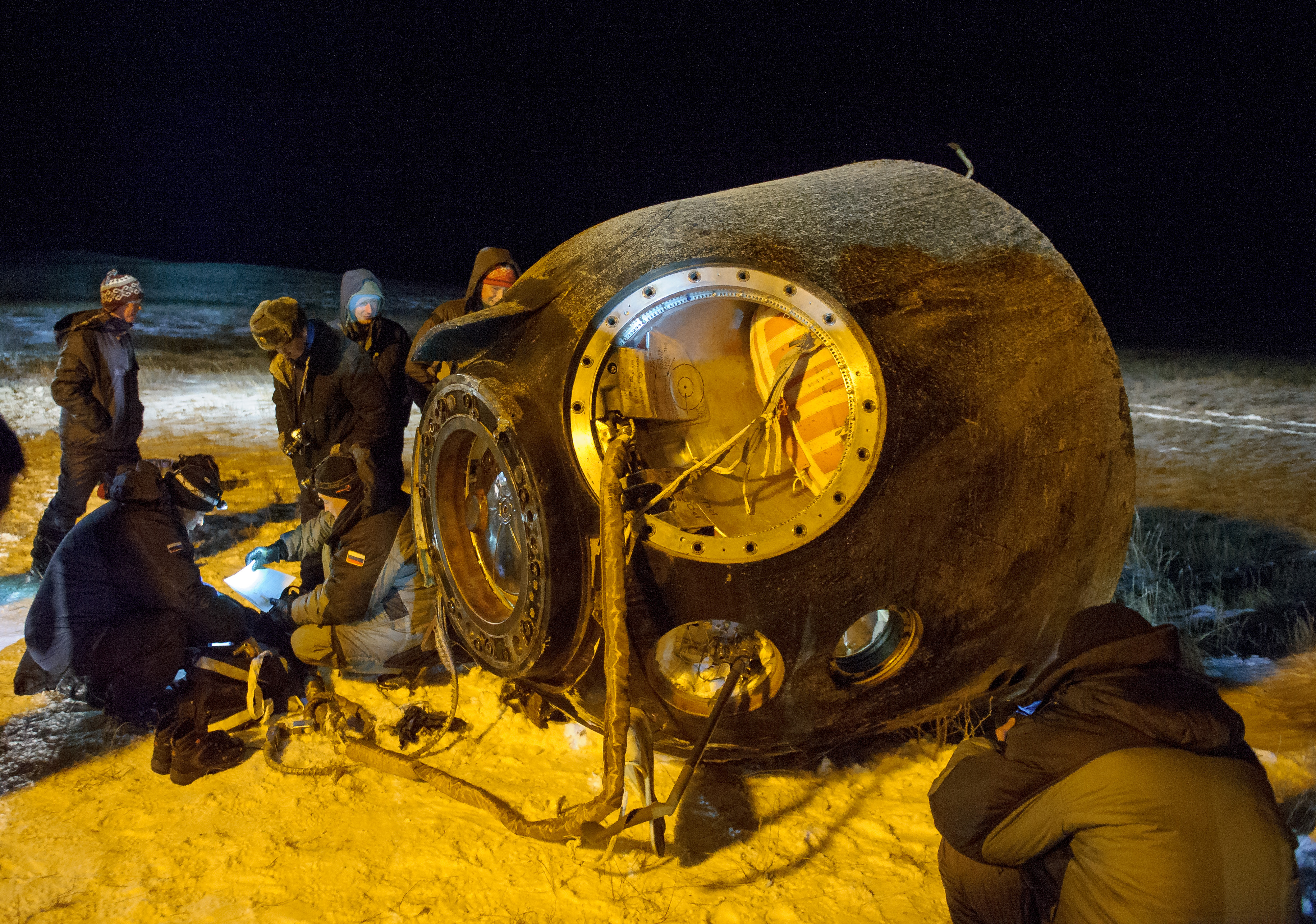
A cápsula após a aterrissagem noturna no Casaquistão.